# Akatopora leucocypha
Akatopora leucocypha is een mosdiertjessoort uit de familie van de Antroporidae. De wetenschappelijke naam van de soort is voor het eerst geldig gepubliceerd in 1937 door Marcus.